# Pneumotórax hipertensivo
O pneumotórax hipertensivo desenvolve-se quando o ar proveniente do(s) pulmão(ões) ou do meio ambiente (pneumotórax traumático) passa para a cavidade pleural, com a possibilidade de que este possa ser comprimido devido a um mecanismo valvular.

Numa fase inicial, o colapso parcial do pulmão pode não ter sintomas.

No entanto, quando o pulmão colapsado está muito comprimido ocorre quadro de insuficiência da ventilação pulmonar, o que pode representar uma grave ameaça para a vida, particularmente numa criança recém-nascida ou no adulto com uma doença pulmonar grave subjacente.

No quadro do pneumotórax hipertensivo, o ar preso e comprimido na cavidade pleural pode colapsar fortemente o pulmão. Quando unilateral, o pneumotórax hipertensivo determina o desvio do mediastino para o lado oposto.

Este aumento da pressão intrapleural dificulta a ventilação pulmonar. Isto ocorre devido a angulação da veia cava, pelo desvio mediastinal, que irá diminuir o retorno venoso para o coração, e consequentemente a circulação venosa do sangue dentro da cavidade torácica que irá levar a um quadro de baixo débito cardíaco e posterior colapso do indivíduo se não houver intervenção.

Nestes casos de o pneumotórax hipertensivo, o tratamento deve imediato mediante o uso uma agulha ou um tubo de modo a descomprimir o lado afetado, restabelecendo a ventilação pulmonar.
No entanto, no caso de se tratar de um pneumotórax livre, com comunicação direta patente com o ar exterior, é sempre necessário impedir, em simultanio, o acumulo progressivo de ar pelo influxo. Este fenómeno acontece devido à existência normal de pressão pressão negativa entre os folhetos visceral e parietal da pleura que, numa situação normal, durante a inspiração, forçam o influxo de ar para dentro das vias respiratórias, mas neste caso, fazem crescer progressivamente o volume de ar inter-pleural. 
Esta situação, potencialmente fatal em poucos minutos, pode ser revertida através da simples construção de um sistema valvular que deixe o ar sair mas não entrar. Isto é conseguido com a colocacão de um adesivo externo que só esteja colado e selado em dois dos eus bordos (em vértice) e descolado na outra ponta. Deste modo, embora durante a expiração o ar tenda a sair (com um gradiente de pressoes a favorecer este fluxo), durante a inspiração o patch colapsa contra a parede torácica, impedindo o refluxo de ar para dentro da cavidade.
Outra forma de conseguir o mesmo efeito, mas em pneumotórax compressivos não comunicantes através da parede, é a aplicação de um tubo intercostal (caneta bic) optimizado com o acrescimo de uma luva em vácuo (agarrada com um elástico forte) na sua ponta.